# Hilethera aeolopoides
Hilethera aeolopoides är en insektsart som först beskrevs av Boris Petrovich Uvarov 1922.  Hilethera aeolopoides ingår i släktet Hilethera och familjen gräshoppor. Inga underarter finns listade i Catalogue of Life.